# Wugigarra kaurna
Wugigarra kaurna är en spindelart som beskrevs av Huber 200. Wugigarra kaurna ingår i släktet Wugigarra och familjen dallerspindlar.
Artens utbredningsområde är Sydaustralien. Inga underarter finns listade i Catalogue of Life.